# Hubert Toint
Hubert Toint, né le 2 juin 1955, est un producteur de cinéma et réalisateur belge.

## Biographie
Hubert a commencé ses études en Sciences Politiques et Sociales aux Facultés Universitaires de Namur avant d'obtenir une licence en Communication Sociale à l'Université Catholique de Louvain. Il a ensuite intégré l'American Film Institute à Los Angeles, où il a suivi un programme de réalisation. En 1983 et 1985, il suit un stage d'écriture de scénario sous la direction de Frank Daniel. En 1989, il a participé à la première session des Entrepreneurs de l'AudioVisuel Européen (EAVE - Programme Media).
À partir de 1985, il est responsable de la production de courts métrages à l'"Atelier Jeunes Cinéastes", où il supervise la réalisation d'une vingtaine de films, incluant fictions et documentaires. En 1987, il fonde la société de production Saga Film en Belgique, dont il est Administrateur Délégué depuis sa création. Sous sa direction, l'entreprise produit des programmes télévisés, des documentaires, ainsi que des courts et longs métrages de fiction, totalisant environ 50 longs métrages, 100 téléfilms et 100 documentaires. Plusieurs de ces œuvres ont été sélectionnées dans des festivals prestigieux tels que Cannes, Berlin, Venise et Sundance, remportant de nombreuses récompenses, dont sept Césars. En 2011, il crée Saga Flanders en Belgique, et en 2021, il rejoint Mark Denessen au sein de la société de production belge Ginger Pictures, spécialisée dans la production et coproduction de longs métrages et séries télévisées de fiction. Il est également à l'origine de la création de plusieurs autres sociétés de production et de distribution, parmi lesquelles Gaïa Films (Paris), Polaris Films Production (Paris) et Imagine Films Distribution (Bruxelles), qui ont ensuite poursuivi leur développement de manière indépendante.

## Filmographie sélective

### Comme réalisateur
Hubert a réalisé plusieurs œuvres, dont Trombone en coulisses en 1988, un court-métrage coproduit par AJC - RTBF (TV belge), Azimut AV, le Centre Pompidou (France), Saga Film et soutenu par le Ministère de la Communauté française de Belgique ainsi que le CNC (France). Diffusé sur Canal+ France, RTBF et BRT, Trombone en coulisses a été largement primé et sélectionné dans de nombreux festivals en 1989. Il a notamment remporté le Grand Prix - Média 10/10, le Prix de la Photographie au Festival International de Bruxelles, le Prix Spécial du Jury au Festival de Brest et le Prix du Scénario au Festival de Cracovie. Il a également reçu le Gold Special Jury Award au Houston International Film Festival et le Prix de la Qualité du CNC. Le film a en outre été nommé au Prix Joseph Plateau, présélectionné aux Césars, et sélectionné dans des festivals prestigieux comme le Festival du Film Fantastique d'Avoriaz et le Festival de Cannes.
Parmi ses autres réalisations figure Mirage d'amour en 2014, produit par Saga Film en coproduction avec PS Productions, Polaris et Everybody on Deck. Le scénario, écrit par Bernard Giraudeau, est une adaptation du roman Mirage d’amour avec fanfare de Hernan Rivera Letelier. Le film met en scène Marie Gillain, Eduardo Paxeco, Jean-François Stévenin. Sélectionné dans plusieurs festivals internationaux, Mirage d’amour a notamment été présenté au Festival International du Film d’Amour de Mons (2015), au Brussels Film Festival (2015), au  Festival du Film de Cabourg (2015), aux Solothurner Filmtage (2016) et au Festival Mamers en Mars (2016). En 2016, il a remporté le Prix de la Meilleure Réalisation pour un long métrage au Fort Lauderdale International Film Festival. L’interprétation de Marie Gillain a également été saluée, lui valant une nomination aux Magritte du Cinéma 2017 dans la catégorie Meilleure Actrice.
Plus récemment, il a réalisé L'Ascension (2018-2021, 100 min), produit par Saga Film, suivi de We Shall Meet Again (2021 - présent, 100 min), une coproduction entre Saga Film, Deal Productions et Staccato Films.

### Comme producteur ou coproducteur
- 2024 : L’Abbesse (coproducteur)
- 2024 : Families Like Ours (coproducteur)
- 2023 : In the Land of Saints and Sinners (coproducteur)
- 2022 : Beyond Black Beauty (coproducteur)
- 2022 : The Kingdom Exodus (coproducteur)
- 2020 : Chroma (coproducteur)
- 2019 : Willow (coproducteur)
- 2015 : Je suis un soldat  (coproducteur)
- 2014 : The Price of Desire (producteur)
- 2013 : Amsterdam Stories USA (producteur)
- 2013 : La Marque des anges – Miserere (coproducteur)
- 2013 : Win Win (coproducteur)
- 2013 : La Confrérie des larmes (coproducteur)
- 2012 : La Vie d’une autre (producteur)
- 2012 : 2 Days in New York (coproducteur)
- 2011 : Yadel (court métrage) (producteur)
- 2011 : Légitime Défense (coproducteur)
- 2011 : Le Cochon de Gaza de Sylvain Estibal (producteur)
- 2011 : Nuit Blanche (producteur)
- 2011 : Rondo (producteur)
- 2011 : HH, Hitler à Hollywood de Frédéric Sojcher (également acteur)
- 2009 : Within the Whirlwind (coproducteur)
- 2009 : En chantier, monsieur Tanner de Stefan Liberski (téléfilm)
- 2008 : 9mm de Taylan Barman
- 2007 : Two Days in Paris de Julie Delpy (également acteur)
- 2007 : Survivre avec les loups de Véra Belmont
- 2005 : Tout pour plaire de Cécile Telerman
- 2004 : Le Cauchemar de Darwin de Hubert Sauper
- 2004 : Cinéastes à tout prix de Frédéric Sojcher
- 2002 : Le Troisième Œil de Christophe Fraipont